# Cantone di Eurville-Bienville
Il Cantone di Eurville-Bienville è una divisione amministrativa dell'Arrondissement di Saint-Dizier.
È stato costituito a seguito della riforma approvata con decreto del 17 febbraio 2014, che ha avuto attuazione dopo le elezioni dipartimentali del 2015.

## Composizione
Comprende 17 comuni:
- Bayard-sur-Marne
- Chamouilley
- Chevillon
- Curel
- Domblain
- Eurville-Bienville
- Fays
- Fontaines-sur-Marne
- Magneux
- Maizières
- Narcy
- Osne-le-Val
- Rachecourt-sur-Marne
- Roches-sur-Marne
- Sommancourt
- Troisfontaines-la-Ville
- Valleret